# Yokohama kaidashi kikō
Yokohama kaidashi kikō (jap. ヨコハマ買い出し紀行) – manga autorstwa Hitoshiego Ashinano, publikowana na łamach magazynu „Gekkan Afternoon” wydawnictwa Kōdansha od kwietnia 1994 do lutego 2006. Całość została zebrana w 14 tomach.
Część historii została zaadaptowana w postaci dwóch serii OVA, z których każda składa się z dwóch odcinków.
W 2007 roku manga zdobyła nagrodę Seiun w kategorii najlepszy komiks.

## Fabuła

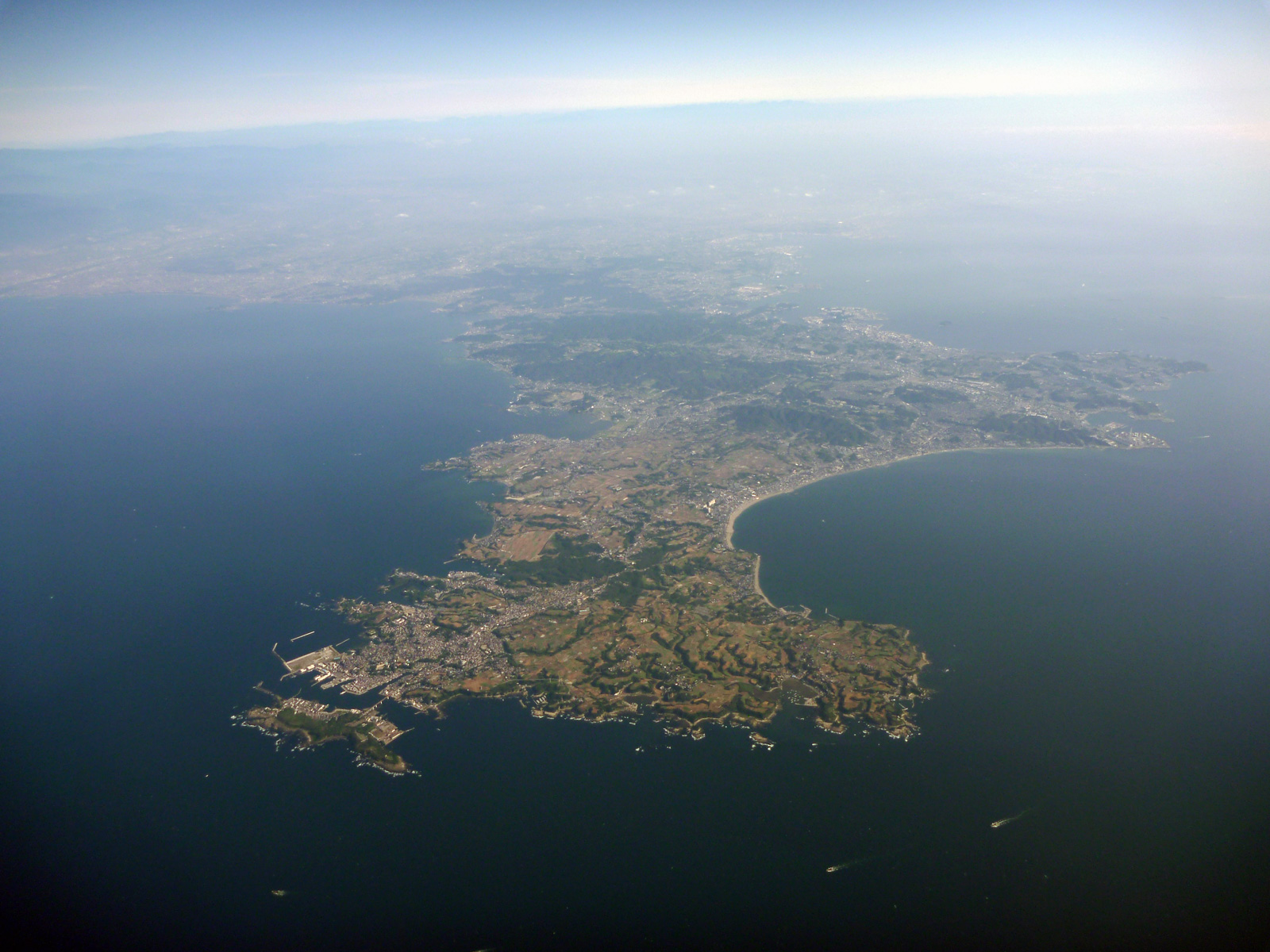
Półwysep Miura, główne miejsce akcji serii.

Akcja rozgrywa się w spokojnym, postapokaliptycznym świecie, w którym ludzkość chyli się ku upadkowi po katastrofie ekologicznej. Co się dokładnie stało, nigdy nie zostaje wyjaśnione, ale poziom mórz znacznie się podniósł, zalewając przybrzeżne miasta, takie jak Jokohama. Wciąż żywe są wspomnienia o erupcji góry Fudżi, a także zmiany klimatyczne, które przekształciły środowisko. Pory roku stały się mniej wyraźne – zimy są łagodniejsze, a lata nie są już upalne. Zredukowana populacja ludzka powróciła do prostszego stylu życia, a czytelnik dowiaduje się, że to zmierzch epoki człowieka. W jednej ze scen wyrzutnia pocisków przeciwlotniczych jest wykorzystywana podczas pokazu fajerwerków. Zamiast buntować się przeciwko swojemu losowi, ludzie cicho go zaakceptowali.
Alpha Hatsuseno jest androidem, który prowadzi kawiarnię Café Alpha, położoną na samotnym wybrzeżu półwyspu Miura w Japonii, podczas gdy jej ludzki „właściciel” jest w podróży o nieokreślonym czasie trwania. Choć większość czasu spędza samotnie, Alpha jest pogodna, towarzyska i – w przeciwieństwie do powoli wymierających ludzi – nieśmiertelna.
Większość rozdziałów Yokohama kaidashi kikō to niezależne epizody z gatunku okruchy życia, przedstawiające Alphę podczas codziennych zajęć – samotnie, z klientami lub w trakcie okazjonalnych podróży przez wiejskie tereny albo do Jokohamy po zaopatrzenie. Całe rozdziały są poświęcone parzeniu kawy, robieniu zdjęć lub naprawie małego silnika modelu samolotu, czasami zaledwie z kilkoma linijkami dialogu. Poprzez doświadczenia Alphy autor ukazuje małe cuda codziennego życia i uświadamia czytelnikowi ich przemijanie: silnik samolotu wyczerpuje paliwo; jej skuter się psuje; podnoszący się poziom oceanu zagraża kawiarni; dzieci z sąsiedztwa, które uwielbia, dorastają i wyprowadzają się. Przywołując nostalgię za tym, co odchodzi, Ashinano nawiązuje do japońskiej tradycji mono no aware (smutku z powodu przemijania rzeczy).
Choć historie często są niezależne, posiadają ciągłość – relacje rozwijają się i zmieniają, a pozornie nieistotne szczegóły powracają później. Ashinano wyjaśnia niewiele szczegółów dotyczących świata Alphy, pozostawiając tajemnice, które angażują czytelnika, gdy seria rozwija się w powolnym, meandrującym rytmie, na przemian zabawnym, poruszającym i nostalgicznym.

## Manga
Manga była publikowana od 25 kwietnia 1994 do 25 lutego 2006 w magazynie „Gekkan Afternoon” wydawnictwa Kōdansha. Jej rozdziały zostały zebrane w 14 tankōbonach, wydawanych od 18 sierpnia 1995 do 23 maja 2006.
W Ameryce Północnej seria została wydana przez Seven Seas Entertainment.
| Nr | Data wydania (język japoński) | ISBN (język japoński)  |
| -- | ----------------------------- | ---------------------- |
| 1  | 18 sierpnia 1995              | ISBN 978-4-06-321050-7 |
| 2  | 21 lutego 1996                | ISBN 978-4-06-321055-2 |
| 3  | 19 lipca 1996                 | ISBN 978-4-06-321061-3 |
| 4  | 18 marca 1997                 | ISBN 978-4-06-321066-8 |
| 5  | 20 lutego 1998                | ISBN 978-4-06-321081-1 |
| 6  | 19 lutego 1999                | ISBN 978-4-06-321095-8 |
| 7  | 21 lutego 2000                | ISBN 978-4-06-321110-8 |
| 8  | 20 lutego 2001                | ISBN 978-4-06-321120-7 |
| 9  | 19 marca 2002                 | ISBN 978-4-06-321134-4 |
| 10 | 18 marca 2003                 | ISBN 978-4-06-321147-4 |
| 11 | 23 marca 2004                 | ISBN 978-4-06-321159-7 |
| 12 | 22 listopada 2004             | ISBN 978-4-06-321165-8 |
| 13 | 22 lipca 2005                 | ISBN 978-4-06-321171-9 |
| 14 | 23 maja 2006                  | ISBN 978-4-06-321176-4 |

## Anime
Część mangi została zaadaptowana w formie dwóch serii OVA, z których każda składa się z dwóch odcinków. Pierwsza zatytułowana jest po prostu Yokohama kaidashi kikō, a druga nosi podtytuł Quiet Country Cafe. W obu seriach głos Alphy podkłada Hekiru Shiina, a Kokone – Akiko Nakagawa.
Pierwsza seria OVA, wyprodukowana przez studio Ajia-do Animation Works i wyreżyserowana przez Takashiego Annō, została wydana 21 maja 1998 i 2 grudnia 1998 na VHS i Laserdisc. Produkcja adaptuje wybrane wydarzenia z tomów 1–3, w tym pierwsze spotkanie Alhy i Kokone oraz powrót tej pierwszej do zdrowia po uderzeniu pioruna. Później seria została wydana także na DVD.
Druga seria została wyprodukowana przez studia Ajia-do Animation Works i SME Visual Works, natomiast za reżyserię odpowiadał Tomomi Mochizuki. Pierwszy odcinek ukazał się 18 grudnia 2002, natomiast drugi 5 marca 2003 na VHS i DVD. Przedstawia wybrane wydarzenia z tomów 7–9, w tym burzę, która niszczy kawiarnię Alphy i jej późniejsze podróże po środkowej Japonii.

## Powieść
Powieść Shōsetsu Yokohama kaidashi kikō: mite, aruki, yorokobu mono (jap. 小説 ヨコハマ買い出し紀行-見て、歩き、よろこぶ者), napisana przez Terihę Katsukiego i zilustrowana przez Hitoshiego Ashinano, została wydana 23 października 2008 nakładem wydawnictwa Kōdansha.